# 王広之
王広之（王廣之、おう こうし、425年 - 497年）は、南朝宋から斉にかけての軍人。字は士林、または林之。本貫は沛国相県。

## 経歴
若くして弓射と乗馬を好み、敏捷で勇気と腕力にすぐれた。はじめ馬隊主となった。宋の大明年間、功績により相県令に任じられた。殿中将軍・龍驤将軍・強弩将軍を歴号し、驃騎中兵・南譙郡太守をつとめた。泰始2年（466年）、晋安王劉子勛を支持する勢力が各地で挙兵して、明帝に反抗した。広之は明帝により寧朔将軍・軍主に任じられ、寧朔将軍劉懐珍の下で殷琰を寿春に討った。殷琰の部将の劉従が塁を築いて守ったため、劉懐珍の軍は日中のあいだ塁の攻略に手こずった。殷琰が長史の杜叔宝に5000人を与えて車500乗を運ばせ、劉従を支援した。劉懐珍は広之と軍主の辛慶祖・黄回・千道連らを派遣して横塘で待ち伏せさせた。広之らは杜叔宝の陣営に肉薄し、夕方から日没にかけて杜叔宝を撃破し、その運んでいた車を焼いた。劉従がその報を聞くと、塁を放棄して敗走した。ときに合肥城が反乱を起こし、明帝の官軍は前後に敵を受けて苦境に陥った。都督の劉勔が軍主たちを集めて協議した。広之は劉勔に乗馬を求めて合肥の攻撃に志願し、劉勔が広之に馬を与えると、広之は出発して3日で合肥を攻め落とした。そのまま劉懐珍に従って淮北を討った。
明帝が青州刺史の明僧暠を派遣して北征させ、三城に到達すると、沈文秀の攻撃を受けた。広之は3000人あまりの兵を率いて、海沿いを進んで明僧暠を救援し、明僧暠とともに撤退した。広之はまた進軍して沈文秀の置いた長広郡太守の劉桃根を攻撃し、劉桃根は城を捨てて敗走した。広之は軍を返すと、安蛮県子に封じられた。まもなく蒲圻県子に改封された。建威将軍・南陽郡太守に任じられたが、赴任しなかった。越騎校尉・龍驤将軍・鍾離郡太守となった。左軍将軍の号を受け、寧朔将軍・高平郡太守に転じた。さらに游撃将軍の号を加えられた。給事中・冠軍将軍の位を加えられた。元徽4年（476年）、建平王劉景素の乱を討って、先に京口に入って、寧都県子に改封された。
昇明元年（477年）12月、仮節・都督徐州諸軍事・徐州刺史・鍾離郡太守に任じられた。沈攸之の乱が起こったため、広之は徐州に赴任せず、建康に留まった。袁粲が石頭に拠ってそむくと、広之は石頭に対する攻撃に従った。そのまま蕭道成に従って新亭に駐屯し、征虜将軍の号に進んだ。昇明2年（478年）、蕭道成が黄回を殺害し、黄回の弟の黄駟と従弟の黄馬および兄の子の黄奴が逃亡した。広之は蕭道成の命を受けて江西を捜索し、黄駟らを捕縛した。
建元元年（479年）、蕭道成が斉の皇帝として即位すると、広之の爵位は侯に進んだ。散騎常侍・左軍将軍の位を受けた。建元2年（480年）、仮節を受け、北魏の侵攻に対処するため、淮上に進軍した。郷里の兵を召集して、彭城を占拠したが、蕭道成はこれを追認した。広之は使持節・都督淮北諸軍事・平北将軍・徐州刺史に任じられた。広之は軍を率いて淮水を渡ったが、勝利できず、免官された。まもなく征虜将軍の号を受け、散騎常侍・太子右率に任じられた。建元4年（482年）、武帝が即位すると、広之は長沙王鎮軍司馬に転じた。南東海郡太守・司徒司馬・尋陽相・南新蔡郡太守・安陸王北中郎左軍司馬・広陵郡太守を歴任した。永明4年（486年）、持節・都督徐州諸軍事・徐州刺史として出向した。後に建康に召還されて光禄大夫・左将軍・司徒司馬に任じられた。さらに右衛将軍の号を受け、散騎常侍・前将軍に転じた。游撃将軍を命じられたが、受けなかった。
永明11年（493年）、北魏の侵攻に対し、広之は仮節を受けて、兵の招募にあたった。隆昌元年（494年）、給事中・左衛将軍の位を受けた。同年（延興元年）8月、持節・都督豫州郢州之西陽司州之汝南二郡諸軍事・平西将軍・豫州刺史に任じられた。9月、宣城公蕭鸞の命を受けて江陽におもむき、安陸王蕭子敬を殺害した。同年（建武元年）10月、使持節・散騎常侍・都督江州諸軍事・鎮南将軍・江州刺史に任じられた。応城県公に封じられた。建武2年（495年）、北魏が司州を包囲すると、広之は持節・都督司州諸軍事として軍を率いて救援におもむいた。広之が到着しないうちに、魏軍は司州の包囲を解いて撤退した。建武3年（496年）、広之は侍中・鎮軍将軍の位を受けた。
建武4年（497年）、死去した。享年は73。散騎常侍・車騎将軍の位を追贈された。諡は壮公といった。
子に王珍国があった。

## 伝記資料
- 『南斉書』巻29 列伝第10
- 『南史』巻46 列伝第36